# Mistitz
Mistitz (polnisch Miejsce Odrzańskie) ist ein Ort in der Landgemeinde Czissek (Cisek) im Powiat Kędzierzyńsko-Kozielski der Woiwodschaft Opole (Oppeln) in Polen.

## Geographie
Mistitz liegt 10 Kilometer südlich von Czissek, 18 Kilometer südlich von Kędzierzyn-Koźle und 57 Kilometer südöstlich von Opole.

## Geschichte

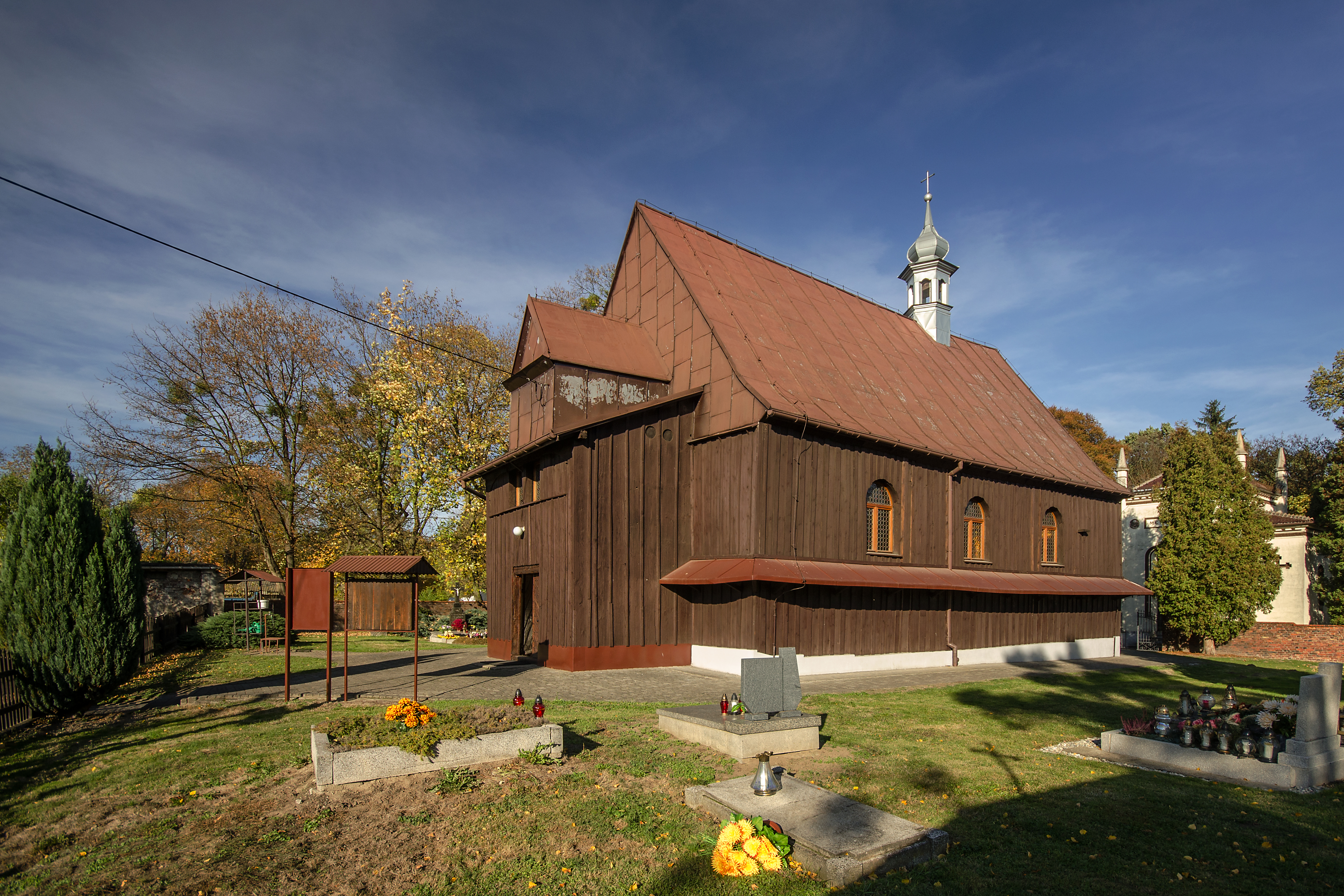
Schrotholzkirche in Mistitz

Der Ort wurde 1679 gegründet und erhielt den Namen Miesce. 1865 entstanden das Vorwerk und eine Branntweinbrennerei und der Ort hatte 345 Einwohner.
Bei der Volksabstimmung am 20. März 1921 stimmten 98 Wahlberechtigte für einen Verbleib bei Deutschland und 228 für Polen. Mistitz verblieb aber mit dem gesamten Stimmkreis Cosel beim Deutschen Reich. 1925 hatte der Ort 203 Einwohner. 1936 wurde der Ort in Schönblick umbenannt. Bis 1945 befand sich der Ort im Landkreis Cosel.
Infolge des Zweiten Weltkrieges kam der Ort 1945 unter polnische Verwaltung, wurde in Miejsce Odrzańskie umbenannt und der Woiwodschaft Schlesien angeschlossen. 1950 wurde Mistitz Teil der Woiwodschaft Opole und 1999 des wiedergegründeten Powiat Kędzierzyńsko-Kozielski. Am 11. Oktober 2007 erhielt der Ort zusätzlich den amtlichen deutschen Ortsnamen Mistitz, im September 2008 wurden zweisprachige Ortsschilder aufgestellt.

## Sehenswürdigkeiten
- Schrotholzkirche Zur Heiligen Dreifaltigkeit aus dem Jahr 1770

## Trivia
Von 2010 bis Juni 2020 wurden in dem Ort ausschließlich Mädchen geboren.

## Vereine
- Deutscher Freundschaftskreis